# Clubiona wolongica
Clubiona wolongica är en spindelart som beskrevs av Zhu och Shu Wen An 1999. Clubiona wolongica ingår i släktet Clubiona och familjen säckspindlar. Inga underarter finns listade i Catalogue of Life.